# Mykóza
Mykóza či plísňové onemocnění je souhrnné medicínské označení pro onemocnění houbami, plísněmi a kvasinkami.
Mykózy se dělí na celkové a místní.

## Celková mykóza
Vzniká nejčastěji u lidí s oslabenou imunitou, jako jsou onkologičtí pacienti, nemocní AIDS, lidé s autoimunitním onemocněním, a postihuje například mozek nebo plíce. Příčinou jsou všudypřítomné organismy, které za běžných podmínek onemocnění nevyvolávají.

## Místní mykóza
Zejména kožní (dermatomykóza) nebo slizniční mykóza. Nejčastější mykóza je dermatofytóza tinea pedum, která postihuje nohy. Má formu interdigitální (nejčastější), hyperkeratotickou a vezikulózní. Postihuje až 50 % dospělé populace.
Onemocnění, u kterého je zvýšené riziko kožních infekcí, je diabetes. Některé mykózy se vyskytují u pacientů s diabetem častěji než u běžné populace. Na prvních místech jsou kvasinkové balanitidy a vulvovaginitidy. Mezi další typické mykózy diabetiků patří onychomykóza a tinea pedum.
Šíření místních mykóz napomáhá neprodyšné oblečení a obuv, zapaření, nedostatečná hygiena, prostředí plaveckých bazénů atp.